# لمور بامبوی بزرگ
 لمور بامبوی بزرگ (نام علمی: Prolemur simus) نام یک گونه از تیره لموریان است.